# Korkodon
Der 476 km lange Korkodon (russisch Коркодон) ist ein rechter Nebenfluss der Kolyma in Sibirien (Russland, Asien).
Der Korkodon entspringt im Korkodongebirge und fließt im weiteren Verlauf durch ein – im Unterlauf breites und versumpftes – Tal zwischen Korkodon- und Molkatygebirge. Im gesamten Verlauf durchfließt er die Oblast Magadan.
Das Einzugsgebiet umfasst 42.800 km². Die mittlere Abfluss im Mittellauf (bei Kolzewaja, 306 km oberhalb der Mündung) beträgt 50,4 m³/s (Minimum im März bis April: nahe 0 m³/s, Maximum im Juni: 206 m³/s).
Der Korkodon gefriert von Oktober bis Ende Mai, wobei er im Ober- und Mittellauf bis zum Grund durchfrieren kann. Er wurde früher für die Flößerei genutzt.
Der wichtigste Nebenfluss ist der Bulun (Булун) von rechts.